# Condaghe

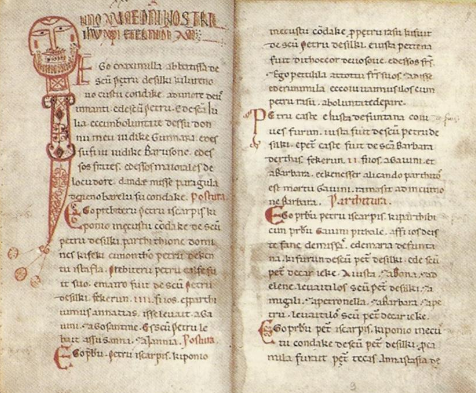
Il condaghe di San Pietro di Silki (1065-1180), redatto in lingua sarda.

Il condaghe (anche condake, condaxi e fundaghe in lingua sarda: la parola è quasi certamente prodotto di evoluzione autoctona dal greco-bizantino che prevede, per la parola sarda, la base kontaki; anche in Sardegna la variante latina, al plurale, era condachia) definiva originariamente la raccolta degli atti di donazione a favore di un ente ecclesiastico; in seguito acquistò maggiore estensione semantica, descrivendo un registro patrimoniale in cui erano raccolti inventari e annotazioni varie riguardanti atti notarili e giudiziari come casi di eredità, donazione (datura), permuta (tràmutu), commercio, lite (kertu) relativi principalmente a chiese o comunità religiose, con la volontà di certificare e attribuire data certa a eventi giuridici utili in caso di liti. Esiste anche un condaghe laico la cui redazione si deve al giudice Barisone II di Torres, sovrano del Logudoro che, nel 1190, fece compilare l'elenco delle donazioni fatte a favore dell'Ospedale di San Leonardo di Bosove.
Esistono anche i condaghi di fondazione, testi narrativi pervenuti in copie del XVI o XVII secolo, ma la cui origine risale ai primi periodi basso-medioevali. Tramandano leggende miste a fatti storici legati alla consacrazione di diverse chiese. Tra questi il Condaghe di San Gavino, di Santa Maria di Tergu, della Trinità di Saccargia.
Materialmente consistevano in manoscritti su pergamena, rilegati come schede sovrapposte e infine avvolte intorno a un bastone (che i bizantini in greco chiamavano kontakion, termine rimasto a indicare l'intero documento), assumendo successivamente l'aspetto più familiare dei libri. La maggior parte dei condaghi redatti negli "scriptoria" delle diocesi e dei monasteri isolani relativi alle cattedrali e ai cenobi sono andati perduti; fra quelli sopravvissuti ci sono i condaghi di San Pietro di Silki (Sanctu Petru de Silki), di San Nicola di Trullas (Sanctu Nichola de Trullas), di San Michele di Salvenor (San Miguel de Salvennor: di esso ci è infatti rimasta solo la traduzione in spagnolo da una copia parziale originale in sardo, della quale finora è stato rinvenuto un solo frammento) e di Santa Maria di Bonarcado (Sancte Marie de Monarcanto o Bonorcadu).
I condaghi inoltre costituiscono parte delle prime prove documentarie della lingua sarda.

## Condaghe di San Pietro di Silki
Le prime carte sono del 1065-1180 (periodo del regno di Barisone e Mariano, giudice di Arborea e Torres) mentre gli scritti più frequenti sono quelli della Badessa Massimilla nel 1180 (il codice si forma infatti per ricopiatura e riconferma di carte precedenti che preesistevano, su impulso di Gonario II di Torres, della moglie Maria degli Ebriaci e del figlio Rege Barisone. Il Condaghe di San Pietro di Silki riporta gli atti relativi alla consistenza patrimoniale di chiese e monasteri del circondario dell'abbazia benedettina di Silki fondata a Sassari attorno al 1065. Il condaghe include i vecchi condaghes di San Pietro (a partire dal 1065), di Sant'Imbiricu (San Quirico), di Santa Maria di Codrongianos.
Il manoscritto è conservato presso la Biblioteca Universitaria di Sassari.
(Condaghe di San Pietro di Silki)

## Condaghe di Sant'Antioco di Bisarcio
Di questo condaghe sono pervenute solamente due schede, riportate da Pasquale Tola nel Codice Diplomatico della Sardegna. Le schede sono relative a due donazioni effettuate, rispettivamente, dai vescovi di Torres Nicodemo e Gavino, entrambi in carica prima del 1082, che permettono dunque una datazione dei frammenti.
Il Tola afferma di aver trascritto le schede da un apografo simoniano (attribuito all'arcivescovo di Sassari Giovanni Battista Simon), da egli posseduto, e che sarebbe stato copiato dallo stesso Simon dall'originale custodito nella cattedrale della città. Il Tola, però, ammette di non aver trovato il documento originale nella sua ricerca in archivio.
La scheda relativa al vescovo Nicodemo, sontiene la più antica menzione del villaggio di Nugor, identificato da diversi studiosi con l'odierna città di Nuoro.

## Condaghe di San Nicola di Trullas
(Condaghe di San Nicola di Trullas)
Del 1115-1176. Risulta che il 29 ottobre 1113 la chiesa fu donata dalla famiglia di majorales degli Athen ai monaci di Camaldoli. In quest'atto di donazione si fa riferimento a dei donnos heremitas che avevano il diritto di continuare a utilizzare quelle strutture (ci vi sunt comodo in su eremu et hibi habent essere a vestara), verosimilmente gli stessi monaci Camaldolesi i quali seguivano sia la vita cenobitica sia quella eremitica. Non è rimasta infatti alcuna evidenza archeologica o documentale relativa a preesistenze di un insediamento monastico o di un edificio ecclesiastico anteriore a quello del XII secolo.
Le recenti campagne di scavo, che hanno riportato alla luce le rovine del monastero camaldolese annesso alla chiesa di San Nicola di Trullas, sembrano invece escludere del tutto la preesistenza di un edificio sacro greco-bizantino, antecedente all'attuale tempietto romanico, e del quale si è tanto fantasticato (cfr. Giuseppe Padua, I bacini ceramici, in Antonietta Boninu - Antonella Pandolfi, San Nicola di Trullas. Archeologia-Architettura-Paesaggio, Sassari, TAS/Stampacolor, 2010, p. 115).

## Condaghe di Santa Maria di Bonarcado
(Condaghe di Santa Maria di Bonarcado)
Col nome di Condaghe di Santa Maria di Bonarcado si fa riferimento al manoscritto 277 custodito nella biblioteca universitaria di Cagliari, redatto fra il 1120 e il 1146, in varietà sardo arborense. Si tratta di una collezione di documenti, inquadrabili cronologicamente dagli inizi del XII secolo fino alla metà del XIII secolo, che presentano le trascrizioni degli atti relativi ai movimenti patrimoniali del monastero di Santa Maria di Bonarcado.
Nel condaghe troviamo attestate diverse varianti (come Bonarcatu, Bonarcato o Bonarcanto) del toponimo Bonarcado, derivazione dal termine greco bizantino Panàchrantos (immacolata, purissima), l'attributo con cui si venerava la Vergine Maria nel santuario di Nostra Signora di Bonacattu originariamente sede monastica greca affidato poi ai frati Camaldolesi.
Dal più antico documento presente nel condaghe, databile intorno al 1110, apprendiamo che i monaci benedettini si insediarono a Bonarcado proprio in quella data. Tale documento attesta che il giudice d'Arborea Costantino I de Lacon-Serra, con la moglie Anna de Zori e con il consenso dell'arcivescovo di Oristano, istituì una donazione e un cenobio in onore della Trinità e della Vergine Maria madre di Dio. Il cenobio venne affidato all'abate camaldolese di San Zeno di Pisa, con l'impegno di inviare propri monaci a reggere e ad amministrare il monastero in onore di Dio, Santa Maria, San Benedetto e San Zeno. La nuova fondazione comprendeva nove chiese e beni vari quali uomini (servi e ancelle), terre coltivate, vigne, aree boschive (saltos), pascoli, bestiame.
Da due pergamene, databili probabilmente al 1146-47, apprendiamo la data di consacrazione (appunto l'anno 1146-47) della chiesa camaldolese. I due documenti ci informano del fatto che il giudice d'Arborea Barisone I de Lacon-Serra accrebbe con nuove donazioni i possedimenti del monastero in occasione della solenne consacrazione della clesia nuova di Santa Maria, a cui prese parte anche l'arcivescovo arborense Comita de Lacon e i vescovi suffraganei (termine che designa un attributo dei vescovi che dipendono da un metropolita: cosiddetti perché aiutano il superiore nell'esercizio del suo ministero spirituale) Paucapalea, Alibrandino di Terralba, Murrello di Usellus.
All'evento presero parte anche l'arcivescovo di Torres Azzo con un suo vescovo, Mariano Thelle di Bisarcio, la popolazione e i rappresentanti delle curatorie arborensi, l'arcivescovo di Pisa Villano (in qualità di legato pontificio) e i giudici degli altri tre giudicati di Sardegna: Costantino II Salusio III di Cagliari, Gonario II di Torres, Costantino III di Gallura.
L'abbazia camaldolese deve la dedica a santa Maria e l'appellativo di chiesa nuova al fatto che essa viene a soppiantare il precedente santuario ormai inadeguato per le anguste dimensioni a soddisfare le nuove esigenze sia cultuali sia politiche inaugurate proprio con la fondazione regia donata all'Ordine camaldolese ma affiliata non direttamente all'abbazia-madre, bensì a quella pisana di San Zeno. L'abate di Bonarcado fu così designato non a Camaldoli ma a San Zeno di Pisa.

## Condaghe di San Michele di Salvennor (oSalvenor)

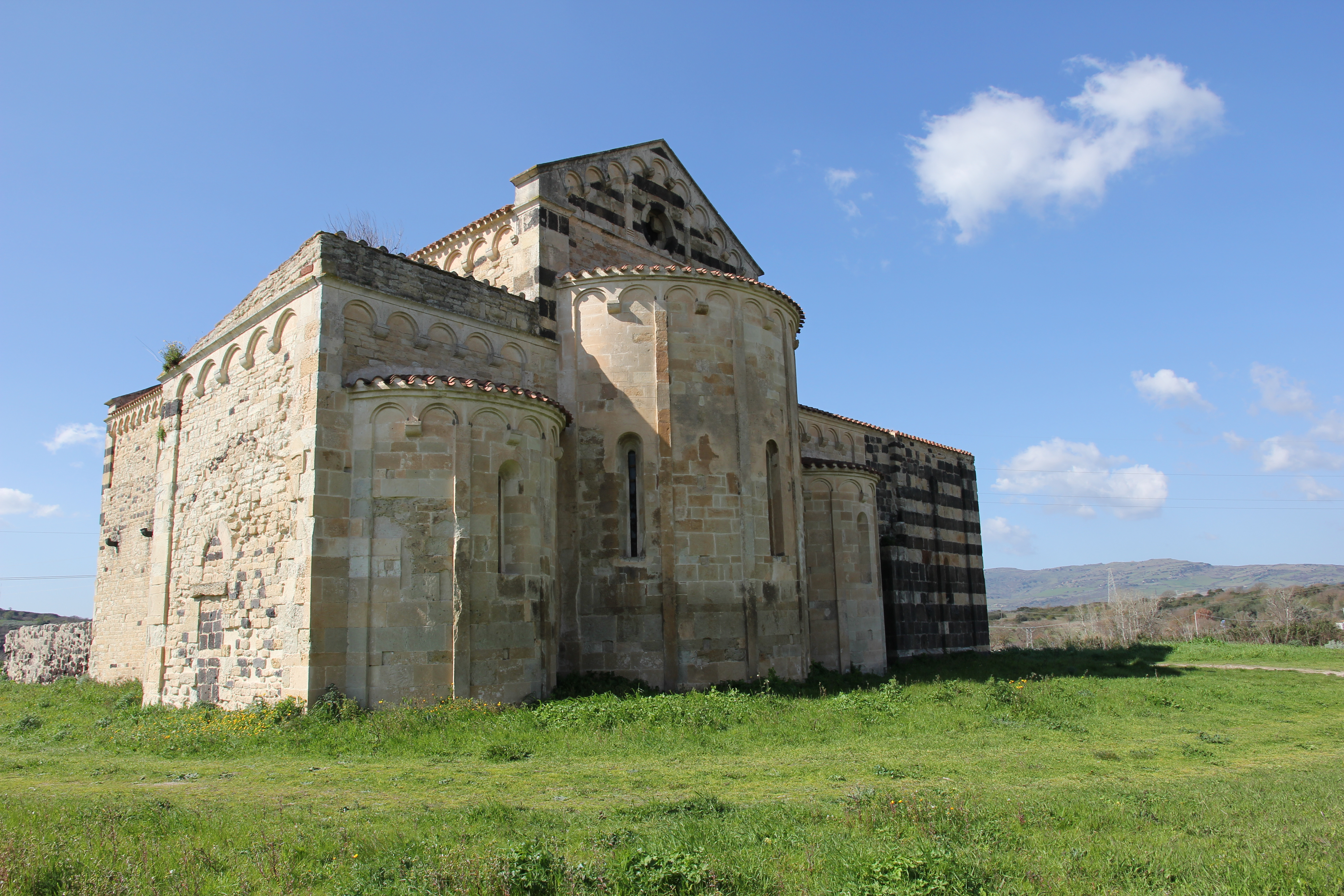
Chiesa di San Michele di Salvenero

Il condaghe di San Michele di Salvennor (CSMS) prende il nome dall'omonima abbazia vallombrosana situata tra Ploaghe e Codrongianos, nel sito in cui sorgeva il villaggio medioevale di Salvennor. Il documento si conserva nell'Archivio di Stato di Cagliari (Fondo Antico Archivio Regio, C. 4, B 75). Gli storici collocano le prime notizie dell'abbazia tra il 1127 e il 1139. La prima carta del condaghe è più antica di qualche anno (1121) rispetto a questa datazione. Le ultime carte sono successive alla caduta del Regno di Torres e risalgono ai primi decenni della seconda metà del Duecento. Il CSMS si differenzia dai condaghi coevi perché rappresenta una traduzione in spagnolo (con numerose parole in catalano) del perduto testo in sardo, del quale, nel 1983, sono state ritrovate quattro schede. Il documento è comunque importante perché conserva i nomi in sardo dei numerosi possedimenti (chiese, villaggi, casali, terreni, vigne, saline) che l'abbazia di Salvennor deteneva in parecchie curatorie (Coros, Nurra, Romangia, Nurcar, Caputabas, Nuketu, Goceano) del Logudoro storico.

## Condaghe di Barisone II
È l'unico condaghe laico a noi pervenuto. La redazione si deve al giudice Barisone II di Torres, sovrano del Logudoro che, nel 1190, fece compilare l'elenco delle donazioni fatte da lui, anche a nome della moglie Marcusa de Gunale e del figlio Costantino, a favore dell'Ospedale di San Leonardo di Bosove, località che corrisponde all'odierno quartiere di Latte Dolce, alla periferia settentrionale di Sassari, struttura di accoglienza dei lebbrosi, collegata con l'Ospedale di San Leonardo di Stagno, presso Livorno.

## Condaghe di San Gavino

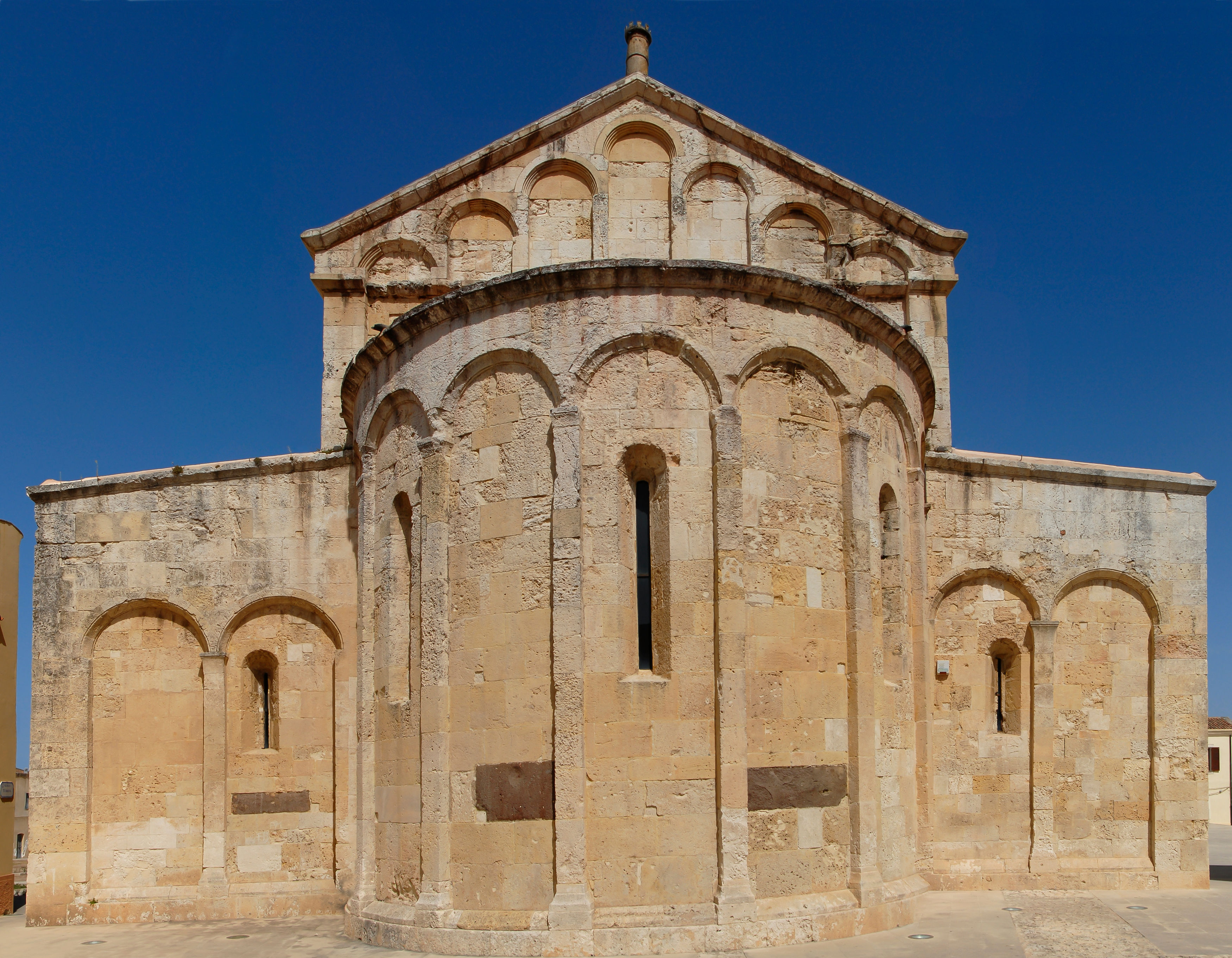
Basilica di San Gavino, Porto Torres

O Condaghe Sancti Gauini, Prothi & Ianuarij, ovvero San Gavino, San Proto e San Gianuario, i tre martiri turritani.
Condaghe di fondazione, ripercorre gli eventi delle prime fasi di affermazione dell'istituzione giudicale, della fondazione e della consacrazione della basilica di San Gavino, San Proto e San Gianuario secondo l'impianto architettonico attuale. Riporta una teoria originale e unica sull'origine dei giudicati e l'attestazione dei primi giudici, figure sulla cui verità storica si discute: Comita e suo figlio Orgodori (fine X-inizi XI secolo) e dei familiari: le sorelle del giudice Comita, Caterina, Preziosa e Giorgia. Il testo, stampato nel 1620 dall`arcivescovo Antonio Canopolo, ebbe grande successo fino alla fine dell'Ottocento; conobbe giudizi critici alternati ad altri favorevoli per tutto il Novecento. Di recente la validità storica di questo documento è stata rivalutata, anche se con prudenza per via di palesi incongruenze.

## Condaghe di San Pietro di Bosa
L'unica menzione di questo condaghe si ha nel precedente documento di San Gavino.